# Équipe d'Afrique du Sud de Coupe Davis
L'équipe d'Afrique du Sud de Coupe Davis représente l'Afrique du Sud à la Coupe Davis. Elle est placée sous l'égide de la Fédération sud-africaine de tennis.

## Historique
Créée en 1913, l'équipe d'Afrique du Sud de Coupe Davis a remporté la compétition en 1974 sans jouer la finale contre l'équipe d'Inde de Coupe Davis qui a déclaré forfait et entendait par là manifester contre un pays qui pratiquait l'Apartheid.
En conflit avec sa fédération, le n°1 sud-africain Kevin Anderson n'a pas été sélectionné depuis 2011.
John-Laffnie de Jager, capitaine depuis 2005, démissionne en 2014 et est remplacé par Earl Grainger. Marcos Ondruska prend son relais à partir de 2016.

## Joueurs de l'équipe
Les chiffres indiquent le nombre de matchs joués
- Lloyd Harris (11-4)
- Raven Klaasen (14-5)
- Ruan Roelofse (12-7)